# Stallergenes Greer
Stallergenes Greer ist ein globales pharmazeutisches Unternehmen, mit Hauptsitz in Baar, Schweiz das sich auf die Diagnose und Behandlung von Allergien spezialisiert hat, wie beispielsweise Allergischer Rhinitis (Heuschnupfen) und Asthma.
Stallergenes Greer AG ist die Muttergesellschaft von GREER Laboratories, Inc. (eingetragener Sitz in den USA) und Stallergenes S.A.S. (eingetragener Sitz in Frankreich).
Die Hauptproduktionsstätten von Stallergenes Greer befinden sich sowohl in Europa (Antony und Amilly in Frankreich) als auch in den USA (Lenoir, North Carolina und San Diego, Kalifornien).

## Unternehmenskennzahlen
2018 betrug der Jahresumsatz international 277 Millionen Euro. Stallergenes gilt damit heute als das siebtgrößte pharmazeutische Unternehmen in Frankreich und als zweitgrößtes Unternehmen weltweit im Bereich der Allergen-Immuntherapie. Die Firma beschäftigt über 1129 Mitarbeiter in 21 Ländern.

## Unternehmensgeschichte
Stallergenes wurde 1962 in Lyon im Institut Mérieux gegründet. Bis 1974 orientierte sich das Unternehmen in die Benelux-Länder und nach Nordafrika. In den späten 1980er Jahren konnte Stallergenes einige der weltweit ersten oral zu verabreichenden Anti-Allergie-Impfstoffe liefern. Im Jahr 1989 führten Stallergenes und das Institut Pasteur ihre Fertigungsaktivitäten zusammen und starteten ein gemeinsames Forschungsprojekt.
1998 wurden die Aktien des Unternehmens an der Pariser Börse notiert.
Im Jahr 2002 wurden die ersten sublingualen Immuntherapie-Lösungen in verschiedenen Ländern eingeführt, 2004 die nun einzig zugelassene Baumpollen-SLIT Staloral300. 2008 wurde die 5-Gräser-Tablette Oralair in Deutschland auf den Markt gebracht, die seit 2014 auch in den USA zugelassen ist. Im Jahr 2011 wurde eine neue Produktionseinheit für Rohmaterialien eröffnet.
Als forschendes Arzneimittelunternehmen investiert Stallergenes nach eigenen Angaben 20 % seines Umsatzes in die Forschung und Entwicklungen von Therapieformen.
Ende 2015 musste das Unternehmen wegen eines Produktionsfehlers die Auslieferung seiner Arzneimittel zeitweise einstellen. Produktion und Vertrieb wurden im Februar 2016 wiederaufgenommen.
Im Jahr 2015 fusionierte das Unternehmen mit Greer Laboratories. Der Unternehmenssitz wurde nach London verlegt. Im Jahr 2019 wurde die Börsennotierung in Paris eingestellt.
Stallergenes Greer ist ein privates Unternehmen im Besitz von Interessen, die mit der Familie Bertarelli verbunden sind und von der Waypoint Capital Group beraten werden.

## Tätigkeit
Stallergenes Greer ist auf Immuntherapie-Behandlungen bei Allergien spezialisiert. Dazu gehören Name Patient Products (NPP), d. h. Allergene Produkte, die nach Rezepten für einzelne Patienten hergestellt werden.
Das Produktportfolio umfasst verschiedene Segmente, darunter: sublinguale Produkte (Staloral®, Oralair®, Actair®), subkutane Produkte (Alustal®/Phostal®, Alyostal®/Albey®), Allergenextrakte, die als Bulk-Extrakt oder NPP erhältlich sind, veterinärmedizinische Produkte, Diagnostik, Rohmaterialien und andere Zubehör wie sterile Verdünnungsmittel, sterile leere Fläschchen.

## Der Vorstand
Zum Vorstand gehören:
- Cyrus Jilla, Vorsitzender
- Michele Antonelli
- Giampero De Luca
- Nithya Desikan
- Ranjani Kearsley

Dr Andreas Amrein, Vorstandsvorsitzender